# ایدازوکسان
ایدازوکسان (انگلیسی: Idazoxan) دارویی است که در پژوهش‌های علمی استفاده می‌شود. این دارو هم به عنوان یک آنتاگونیست انتخابی گیرنده آدرنرژیک α۲ و هم به عنوان یک آنتاگونیست برای گیرنده ایمیدازولین عمل می‌کند. این دارو به عنوان یک ضد افسردگی تحت بررسی بوده‌است، اما به این ترتیب به بازار نرسیده‌است. اخیراً، به عنوان یک درمان کمکی در اسکیزوفرنی تحت بررسی است. به دلیل تضاد گیرنده آلفا-۲، می‌تواند اثرات درمانی داروهای ضد روان پریشی را افزایش دهد، احتمالاً با افزایش انتقال عصبی دوپامین در قشر جلوی مغز مغز، ناحیه ای از مغز که تصور می‌شود در پاتوژنز اسکیزوفرنی نقش دارد.